# Deutsche Leichtathletik-Meisterschaften 1947
Die 47. Deutschen Leichtathletik-Meisterschaften fanden am 9. und 10. August 1947 im Müngersdorfer Stadion in Köln statt. Mit wenigen Ausnahmen wurden alle Wettbewerbe im Rahmen der Veranstaltung in Köln durchgeführt.

## Vor der endgültigen deutschen Teilung
Es handelte sich dabei um die zweiten Leichtathletik-Meisterschaften nach dem Zweiten Weltkrieg und die letzten vor der deutschen Teilung. Jedoch nahmen nur sehr wenige Athleten aus der Sowjetischen Besatzungszone teil.

## Wettbewerbsprogramm
Das Wettkampfprogramm der Vorkriegszeit wurde noch nicht völlig erreicht. So gab es keinen Zehnkampf und der 200-Meter-Lauf der Frauen fand ebenfalls nicht statt. Der Marathonlauf wurde wie im Vorjahr auf eine Distanz von 20 km verkürzt, glich also eher dem heutigen Halbmarathon. Erstmals seit elf Jahren gab es auch wieder einen Waldlauf.

## Ausgelagerte Disziplinen
Folgende Meisterschaftswettbewerbe fanden an anderen Orten zu anderen Terminen statt:
- Waldlauf (Männer) – Kassel, 27. April
- 10.000-m-Bahngehen (Männer) – Kassel, 7. September
- Marathonlauf über 20 km (Männer) sowie
25-km-Straßengehen (Männer) – Braunschweig, 21. September

## Medaillengewinner Männer
Die folgenden Übersichten fassen die Medaillengewinner und -gewinnerinnen zusammen. Eine ausführlichere Übersicht mit den jeweils ersten sechs in den einzelnen Disziplinen findet sich unter dem Link Deutsche Leichtathletik-Meisterschaften 1947/Resultate.
| Disziplin                                   | Gold                                                                    | Leistung            | Silber                                                                                               | Leistung             | Bronze                                                                | Leistung             |
| ------------------------------------------- | ----------------------------------------------------------------------- | ------------------- | --- | -------------------- | --------------------------------------------------------------------- | -------------------- |
| 100 m                                       | Heinz Fischer (Preussen Krefeld)                                        | 10,5 s00            | Friedel Pfeiffer (Eintracht Frankfurt)                                                               | 10,5 s00             | Werner Wigner (ASV Zirndorf)                                          | 10,6 s00             |
| 200 m                                       | Walter Schreiber (Eintracht Frankfurt)                                  | 22,2 s00            | Werner Wigner (ASV Zirndorf)                                                                         | 22,3 s00             | Heinz Konze (Schwarz-Weiß Radevormwald)                               | 22,3 s00             |
| 400 m                                       | Hans Hieke (Hamburger SV)                                               | 49,2 s00            | Hubert Huppertz (ASV Köln)                                                                           | 49,4 s00             | Herbert Behrend (Hamburger SV)                                        | 49,6 s00             |
| 800 m                                       | Heinz Ulzheimer (Eintracht Frankfurt)                                   | 1:53,0 min          | Karl Kluge (Werder Bremen)                                                                           | 1:54,3 min           | Wolfgang Erhard (VfB Stuttgart)                                       | 1:55,0 min           |
| 1500 m                                      | Ludwig Kaindl (TSV 1860 München)                                        | 3:58,6 min          | Heinz Westerteicher (Rot-Weiß Oberhausen)                                                            | 3:59,2 min           | Hermann Hammersen (Blau-Weiß Osnabrück)                               | 4:01,0 min           |
| 5000 m                                      | Ludwig Warnemünde (SC Victoria Hamburg)                                 | 15:19,6 min         | Hermann Eberlein (TSV 1860 München)                                                                  | 15:23,0 min          | Helmut Bolzhauser (TSV Esslingen)                                     | 15:30,6 min          |
| 10.000 m                                    | Otto Eitel (TSV Esslingen)                                              | 31:52,8 min         | Edmund Nadolny (Rot-Weiß Oberhausen)                                                                 | 32:01,2 min          | Josef Legge (VfL Bochum)                                              | 32:27,0 min          |
| Marathon (20 km)                            | Josef Legge (VfL Bochum)                                                | 1:09:28 h000        | Wilhelm Borns (FSV Frankfurt)                                                                        | 1:09:29 h000         | Bruno Eisenhardt (SG Friedrichshain Berlin)                           | 1:10:38 h000         |
| Marathon (20 km), Mannschaftswertung        | SG Friedrichshain BerlinBruno Eisenhardt Otto Maybaum Arthur Frisch     | 3:35:19 h000        | FSV FrankfurtWilhelm Borns Erich Lachhein Hans Engel                                                 | 3:39:41 h000         | TSV DörverdenPoppe Schröder Ganzer                                    | 3:54:07 h000         |
| 110 m Hürden                                | Hans Zepernick (Osnabrücker TV)                                         | 15,1 s00            | Rainer Hendrichs (Köln)                                                                              | 15,3 s00             | Dieter Haferkamp (SV Schwarz-Weiß Westende Hamborn)                   | 15,4 s00             |
| 400 m Hürden                                | Karl Kohlhoff (Holstein Kiel)                                           | 54,9 s00            | Waldemar Richter (TuS Iserlohn)                                                                      | 55,4 s00             | Arthur Pollack (Schwarz-Weiß Radevormwald)                            | 57,1 s00             |
| 3000 m Hindernis                            | Alfred Dompert (Stuttgarter Kickers)                                    | 9:30,2 min          | Erhard Kynast (TSV Braunschweig)                                                                     | 9:35,8 min           | Helmut Korbelka (SV Passau)                                           | 9:59,2 min           |
| 4 × 100 m Staffel                           | Preussen KrefeldPaul Schochow Josef Capellmann Leo Lickes Heinz Fischer | 42,1 s00            | SV St. Georg 1895 HamburgSchauer Steffen Rehders Gerhard Luther                                      | 42,6 s00             | Bonner FVHeiner Sprakel Karl Morschhäuser Rolf Münks Helmut Virneburg | 42,6 s00             |
| 4 × 400 m Staffel                           | Hamburger SVDieter Wawrczyn Hermann Burnitz Herbert Behrend Hans Hieke  | 3:20,6 min          | Rot-Weiß OberhausenKarl-Friedrich Schneider Karl-Heinz Surray August Kirsch Karl-Friedrich Rückebeil | 3:23,0 min           | Holstein KielSommer Herbert Sonntag Hoffmeister Karl Kohlhoff         | 3:23,6 min           |
| 3 × 1000 m Staffel                          | Eintracht FrankfurtHofferberth Dahmer Heinz Ulzheimer                   | 7:39,0 min          | Rot-Weiß OberhausenRolf Lamers Karl Grünsfelder Heinz Westerteicher                                  | 7:43,4 min           | SG Eichkamp BerlinHenselin Buller Gerhard Audorf                      | 7:46,8 min           |
| 10.000 m Bahngehen                          | Rudolf Lüttge (TSV Braunschweig)                                        | 48:34,2 min         | Konrad Ditz (Post SV Bonn)                                                                           | 48:41,2 min          | Hermann Grittner (Reichsbahn SV Köln)                                 | 48:57,0 min          |
| 25-km-Straßengehen                          | Fritz Bleiweiß (SG Steglitz Berlin)                                     | 2:08:04 h000        | Hermann Grittner (Reichsbahn SV Köln)                                                                | 2:11:18 h000         | Konrad Ditz (Post SV Bonn)                                            | 2:11:48 h000         |
| 25-km-Straßengehen, Mannschaftswertung      | TSV BraunschweigRudolf Lüttge Schlieker Theo Arendes                    | 7:07:47 h000        | Post SV BonnKonrad Ditz Peter Düx Paul Scharf                                                        | 7:14:12 h000         | Hamburger SVRudolf Modes Hermann Schmidt Grunow                       | 7:17:00 h000         |
| Hochsprung                                  | Ludwig Koppenwallner (VfL München)                                      | 1,95 m              | Hermann Nacke (Polizei SV Kiel)                                                                      | 1,91 m               | Bernd Naumann (SC Frankfurt 1880)                                     | 1,85 m               |
| Stabhochsprung                              | Gustav Stührk (TSV 1860 München)                                        | 3,80 m              | Kurt Landschulze (Polizei SV Köln)                                                                   | 3,70 m               | Herbert Kroll (Hamburger SV)                                          | 3,61 m               |
| Weitsprung                                  | Gerhard Luther (SV St. Georg Hamburg)                                   | 7,09 m              | Willi Pfotenhauer (ATS Kulmbach)                                                                     | 6,91 m               | Heinz Kreulich (TC Gelsenkirchen 1874)                                | 6,81 m               |
| Dreisprung                                  | Horst Vogt (ASC Fulda)                                                  | 14,25 m             | Paul Rapp (Stuttgarter Kickers)                                                                      | 14,06 m              | Max Kriegl (VfL München)                                              | 13,73 m              |
| Kugelstoßen                                 | Otto Luh (VfB Gießen)                                                   | 14,57 m             | Gerhard Stöck (Hamburger SV)                                                                         | 14,33 m              | Karl Jansen (ASV Köln)                                                | 14,18 m              |
| Diskuswurf                                  | Gustav Marktanner (VfB Stuttgart)                                       | 43,60 m             | Gerhard Hilbrecht (TSV 1860 München)                                                                 | 43,33 m              | Karl Jansen (ASV Köln)                                                | 43,19 m              |
| Hammerwurf                                  | Karl Hein (SV St. Georg Hamburg)                                        | 53,54 m             | Karl Storch (ASC Fulda)                                                                              | 52,72 m              | Karl Wolf (Karlsruher TV 1846)                                        | 50,11 m              |
| Speerwurf                                   | Helmut Wilshaus (Hammer SpVg. 03/04)                                    | 65,76 m             | Gerhard Stöck (Hamburger SV)                                                                         | 60,38 m              | Erwin Fritz (VfL München)                                             | 59,92 m              |
| Fünfkampf, 1934er W. 2. Zeile: 1985er Wert. | Hermann Nacke (Polizei SV Kiel)                                         | 3651 P (? P)        | Friedel Schirmer (FC Stadthagen)                                                                     | 3492 P (3373 P)      | Herbert Vatter (Stuttgarter Kickers)                                  | 3469 P (3368 P)      |
| Waldlauf – 6000 m                           | Josef Legge (VfL Bochum)                                                | 19:28,0 min         | Hermann Eberlein (TSV 1860 München)                                                                  | 19:40,0 min          | Helmut Bolzhauser (TSV Esslingen)                                     | 19:46,0 min          |
| Waldlauf, Mannschaftswertung                | TSV 1860 MünchenHermann Eberlein Georg Goldemund Georg Ostertag         | 16 P (Plätze 2/8/9) | Rot-Weiß OberhausenEdmund Nadolny Heinz Westerteicher Fritz Schöning                                 | 20 P (Plätze 6/7/10) | MTV BraunschweigBischoff Willi Mötzung Karl-Heinz Cruschinski         | 39 P (Plä- 15/24/25) |

## Medaillengewinnerinnen Frauen
| Disziplin                                      | Gold                                                        | Leistung       | Silber                                                          | Leistung       | Bronze                                                                    | Leistung       |
| ---------------------------------------------- | ----------------------------------------------------------- | -------------- | --------------------------------------------------------------- | -------------- | ------------------------------------------------------------------------- | -------------- |
| 100 m                                          | Marga Petersen (Werder Bremen)                              | 12,0 s         | Ingrid Trapp (Eimsbütteler TV)                                  | 12,2 s         | Hildegard Luhmann (Elberfelder TG)                                        | 12,2 s         |
| 80 m Hürden                                    | Lieselotte Federmann (SC Pforzheim)                         | 11,9 s         | Maria Domagala (Rot-Weiß Oberhausen)                            | 11,9 s         | Bolder (Kölner Turnerschaft von 1843)                                     | 12,1 s         |
| 4 × 100 m Staffel                              | Werder BremenKrüger Marga Petersen Alwine Schulz Helga Huhn | 48,7 s         | Hamburger SVEllen Siefert Ilse Schmuck Elfriede Werdier Bordehl | 49,2 s         | MTV München von 1879Kaltenbach Ida Adler Elfriede Mayerhofer Erika Eckelt | 50,0 s         |
| Hochsprung                                     | Erika Eckelt (MTV 1879 München)                             | 1,60 m         | Grete Beickelmann (TuS Opladen)                                 | 1,55 m         | Billen (TG 1848 Neuss)                                                    | 1,53 m         |
| Weitsprung                                     | Elfriede Brunemann (TK Hannover)                            | 5,63 m         | Ursula Ehrhardt (VfL 1860 Marburg)                              | 5,34 m         | Irmgard Kirchhoff (KSV Hessen Kassel)                                     | 5,29 m         |
| Kugelstoßen                                    | Gertrud Schlüter (SV St. Georg Hamburg)                     | 13,29 m        | Marianne Schulze-Entrup (TV Münster 1862)                       | 13,17 m        | Hilde Siemer (Oldenburger Turnerbund)                                     | 12,46 m        |
| Diskuswurf                                     | Marianne Schulze Entrup (TV Münster 1862)                   | 41,13 m        | Hilde Sommer (MTV Braunschweig)                                 | 38,75 m        | Else Graf (SV 1873 Nürnberg-Süd)                                          | 38,56 m        |
| Speerwurf                                      | Inge Wolf geb. Plank (1. FC Nürnberg)                       | 42,83 m        | Liesel Hillebrandt (TK Hannover)                                | 41,45 m        | Julie Knabel (VfL München)                                                | 39,23 m        |
| Fünfkampf, offiz. Wert. 2. Zeile: 1980er Wert. | Gertrud Schlüter (SV St. Georg Hamburg)                     | 355 P (3108 P) | Karen Uthke (Flensburg 08)                                      | 301 P (2968 P) | Lena Stumpf (VfL Germania Leer)                                           | 297 P (3013 P) |

## Videolink
- Filmausschnitte u. a. von den Deutschen Leichtathletik-Meisterschaften auf filmothek.bundesarchiv.de, Bereich: 11:04 min bis 12:44 min, abgerufen am 30. März 2021